# Микулич-Радецкий, Йоханн
Йоханн (Ян) Мику́лич-Раде́цкий (нем. Johann Mikulicz-Radecki, 16 мая 1850, Черновцы, Буковина, Австро-Венгрия — 4 июня 1905, Вроцлав, Германская империя) — польско-австрийский хирург, профессор Кёнигсбергского и Бреславльского университетов.

## Биография
Ян (Йоханн) фон Микулич-Радецкий родился в 1850 г. в ныне украинском городе Черновицы (Czernowitz), который принадлежал австрийской провинции Буковина. Его отец, Андреас Микулич, польско-литовского происхождения, имперский советник и секретарь торговой палаты города. Отец Микулича говорил по-польски, по-немецки, по-румынски, на идиш, по-русски и по-украински. Мать Микулича была австрийкой — Эмили Людвика фон Дамнитц. Молодой Микулич, как и его отец, был полиглотом, знал польский, немецкий, русский и английский. Мальчиком он самостоятельно обучился игре на органе. После смерти матери в 1867 г., Микулич жил со своим дядей. 
Он поступил на медицинский факультет Венского университета в 1867 г. Одновременно Микулич посещал Венскую консерваторию, где изучал фортепиано. Его отец, хотел, чтобы он выбрал карьеру дипломата. Когда отец отказал ему в финансовой помощи, Микулич сумел обеспечить себя, давая уроки игры на пианино. Одна из его учениц, Генриетта Пачер, стала впоследствии его женой. Микулич-Радецкий получил диплом в 1875 г. Ассистент в клинике Теодора Бильрота с 1875 г. по 1882 г. В 1882 г. получил звание ординарного профессора хирургии и был назначен директором хирургической клиники в Краковском университете. В 1887 г. был приглашен в Университет Кенигсберга (Калининград). С 1890 г. по 1905 г. работал в Бреслау.
Йоханн (Ян) Микулич-Радецкий умер 4 июня 1905 г. в своем особняке по ул. Auenstrasse, 8 в Бреслау (сейчас Вроцлав, Польша).

## Научная и практическая деятельность
- Ввёл пластическую операцию стопы (одновременно с профессором Казанского университета В. Д. Владимировым),
- предложил новые приёмы тампонирования при лапаротомии,
- усовершенствовал операции на пищеводе и операции в области грудной клетки,
- разработана Хейнеке-Микулич пилоропластика,
- его именем названа, описанная им впервые, особая болезнь слёзных и слюнных желез.
- операция Микулича - холецистоэнтероанастомоз с межкишечным брауновским анастомозом при нерезектабельной опухоли головки поджелудочной железы
- операция Микулича - резекция сигмовидной кишки по поводу обтурационной (опухолевого генеза) кишечной непроходимости с выведением обоих концов кишки в виде одноствольных стом

## Сочинения
Главные его труды:
- «Die Verwendung des Jodoforms in der Chirurgie», Wien Kl., (1882);
- «Atlas der Krankheiten der Mund- und Rachenhöhle», With Paul Michelson (1846—1891), Berlin, (1891—1892);
- «Die Krankheiten des Mundes», With Hermann Kümmel (1852—1937), Jena, (1898);
- «Orthopädische Gymnastik gegen Rückgratsverkrümmungen und schlechte Körperhaltung», With V. Tomasczewski, Jena, 1900;
- «Handb. der praktisches Chirurgie» (1902—1903);
- «Orthopad. Gymnastik» (1904).